# Emoia mokolahi
Emoia mokolahi — вид сцинкоподібних ящірок родини сцинкових (Scincidae). Ендемік Тонги. Описаний у 2012 році.

## Поширення і екологія
Emoia mokolahi мешкають на островах Ваувау в групі островів Хаапай. Вони живуть у вологих тропічних лісах.